# 龐特韋德拉海灘 (佛羅里達州)
龐特韋德拉（英語：Ponte Vedra）是位於美國佛羅里達州聖約翰斯縣的一個非建制地區。該地的面積和人口皆未知。

## 地理
龐特韋德拉的座標為30°14′00″N 81°23′00″W / 30.23333°N 81.38333°W，而該地的平均海拔高度為3米（即10英尺）。